# Carl von Heinemann

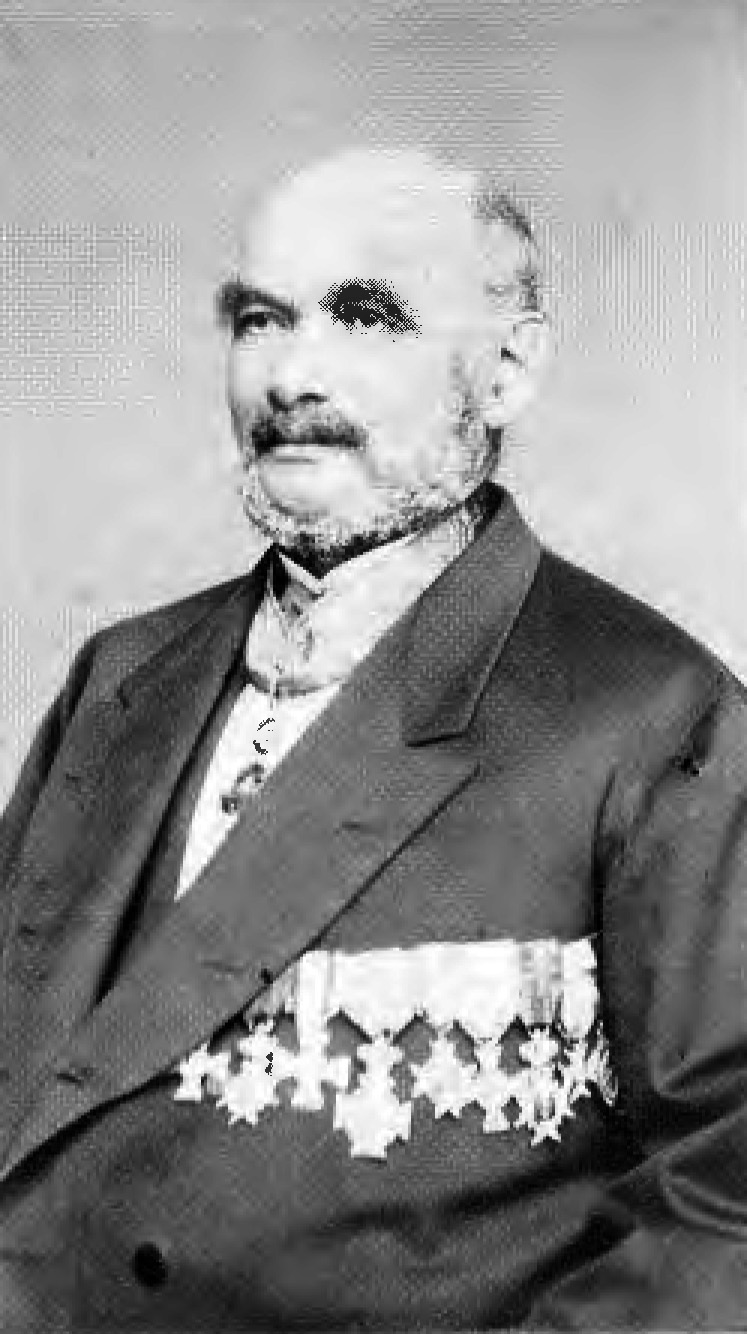
Carl Heinemann (1807–1877) grosshandlare i Stockholm och tysk generalkonsul.

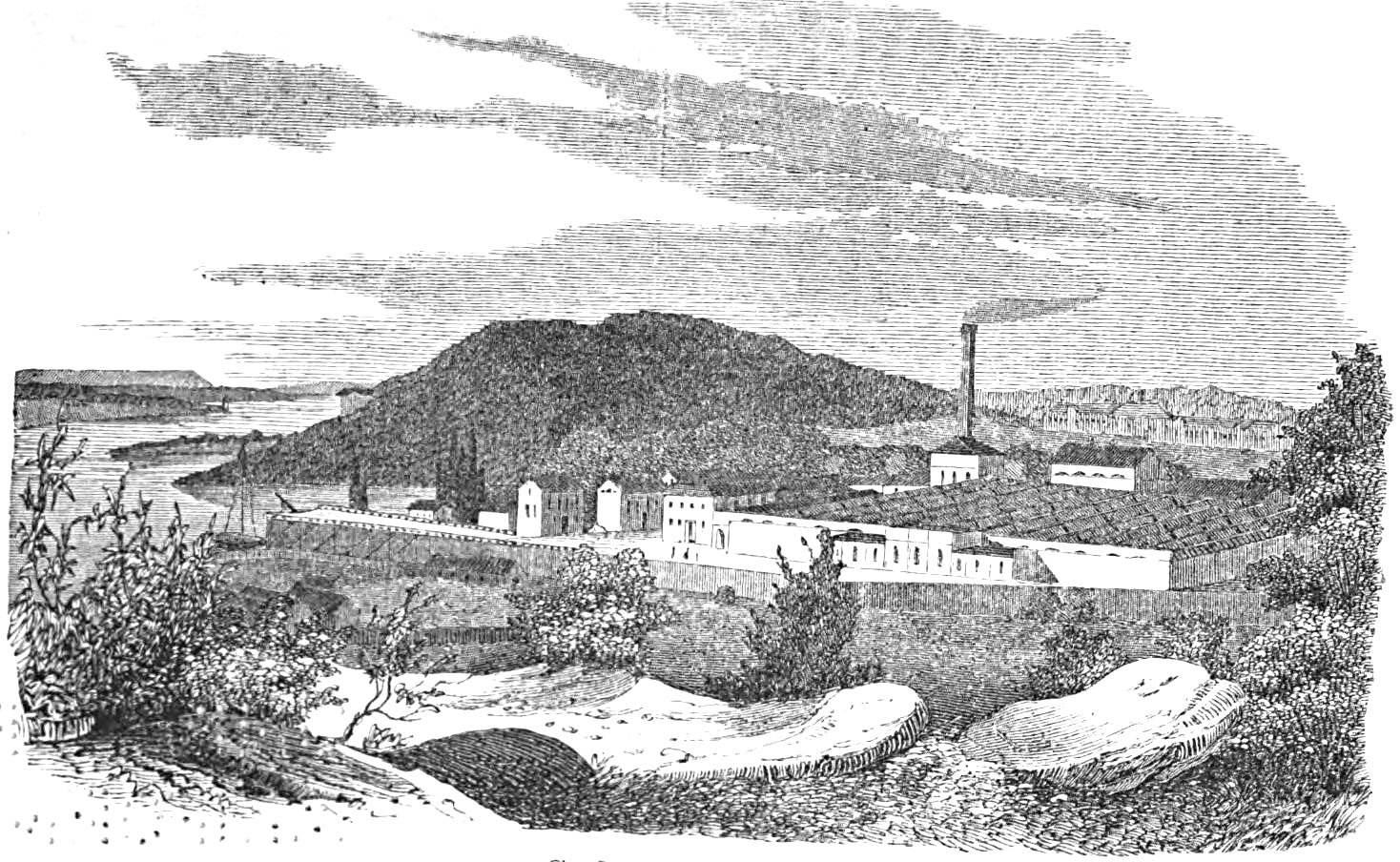
Carlsviks fabrik på Kungsholmen i Stockholm, grundad 1857 av Carl Heinemann som drev den till 1863. Ur: Gustaf Thomée, Stockholmska promenader, 1863.

Carl Heinemann, erhöll i slutet av 1860-talet i Tyskland ett personligt adelskap och kallade sig sedan von Heinemann, född 14 februari 1807 i Sandersleben i hertigdömet Anhalt-Dessau, död 14 september 1877 i badorten Suderode i Tyskland, var en grosshandlare och industriman av judisk börd samt tysk generalkonsul, verksam i Stockholm. 
Heinemann blev genom sina omfattande affärer, bland annat drev han bankirrörelse, mycket förmögen. ”Hr Heinemann tillkommer förtjensten att hafva ansenligt utvidgat svenska riksgäldsverkets finansiella förbindelser med Tyskland”, skrev Dagens Nyheter efter hans död. För eftervärlden är han mest känd som grundare av textilföretaget Carlsviks AB som 1857 lät uppföra en storslagen fabrik på Kungsholmen, belägen där Karlsviksgatan ligger i dag.

## Biografi
Carl Heinemann flyttade till Sverige på 1840-talet och etablerade sig som handelsagent och från 1849 som grosshandlare i Stockholm. Som sådan verkade han bland annat som agent för  försäkringsbolag i Tyskland och London. Han erhöll också 1853 ett femårigt patent på flera maskiner, utvecklade i Tyskland, för att tillverka vitbetsocker. Patentet gav honom ensamrätt på den svenska marknaden.
Hans stora industriella engagemang var i företaget Carlsvik AB, bildat 1857 på initiativ av honom själv, österrikiske generalkonsuln Carl Benedicks, grosshandelsfirman Michaelson & Co och grosshandlaren J.G. Palmgren. Heinemann hade året dessförinnan inköpt ett par större tomter på Kungsholmen i dåvarande kvarteret Göken (Göken 8 och 9 med adresserna Hantverkargatan 37 och 39), vilka låg i sluttningen ner mot Mälaren söder om Hantverkargatan. Egendomen fick namnet Carlsvik, sannolikt efter Carl Heinemann, och bolaget fick namn efter egendomen. Heinemann var också bolagets disponent (verkställande direktör). På tomterna påbörjades omgående bygget av en stor textilfabrik. 
Sven Fritz beskriver den storslagna satsningen i sin artikel om Carl von Heinemann i Personhistorisk tidskrift:
| ”                                        | Fabriken jämte arbetarbostäder byggdes med en gång ut till hela sin omfattning, och den anses ha representerat höjden av teknisk modernitet. Anläggningen bestod av ett tjugotal hus, men den dominerades helt av den byggnad som inrymde nästan hela produktionen. Den var stor som en fotbollsplan, 105 x 60 meter, med tolv rader fönster i ett sågtandstak. Både den och tillverkningen byggde på engelsk teknik. Taket, en järn- och glaskonstruktion, bars upp av 121 gjutjärnskolonner. Den stora fabrikssalen som rymde omkring 200 maskiner omtalades som Sveriges största rum. Den värmdes upp av ångpannornas överskottsvärme, som leddes i rör under taket så att snö och is på detta smälte. Kolonnerna som bar upp taket var ihåliga och fungerade som avloppsrör för regn- och smältvatten, samma system som användes när Crystal Palace byggdes till världsutställningen i London 1851. | „ |
| – Sven Fritz i Personhistorisk tidskrift | |   |

Bolaget och fabriken blev dock ingen ekonomisk framgång. Heinemann lämnade 1863 posten som disponent, samma år som en finansiell rekonstruktion verkar ha inletts. 
Heinemann hade också andra industriella engagemang liksom en lönsam bankirrörelsen som framför allt omfattade förmedling av betalningar mellan Sverige och utlandet och av utländsk kredit. År 1856 blev han preussisk konsul och 1868 Nordtyska förbundets generalkonsul i Stockholm. Själv titulerade han sig 1864 preussisk konsul och bayersk generalkonsul. Han blev 1860 riddare av Vasaorden och tilldelades 1864 Nordstjärneordens riddartecken. Han tilldelades också en rad tyska ordnar av vilken någon 1868 eller 1869 gav honom ett personligt adelskap.
Under sin aktiva tid hade Carl Heinemann kontor och bostad i Gamla stan, först på Storkyrkobrinken 7. Hans biograf Sven Fritz fortsätter:
| ”                                        | På hösten 1860 flyttade han till en ännu fashionablare adress, Stortorget 3, det som nu kallas ”Grillska huset”. Under 60-talets tidigare år är han i smöret. Han leder det bolag som äger den modernaste och största fabriken i Stockholm, förmedlar utländska obligationslån och andra utländska krediter, hamnar i det politiska rampljuset, blir generalkonsul och förlänas svenska och tyska nådevedermälen. Hans aldrig bestridda taxerade årsinkomster ligger utomordentligt högt, på 25 000 å 30 000 rdr rmt. | „ |
| – Sven Fritz i Personhistorisk tidskrift | |   |

Sextio år gammal, 1867, lämnade Carl Heinemann Gamla stan och flyttade till egendomen Hummersberg på Kungsholmen, mitt emot Karlbergs slott, som han hade köpt tio år tidigare. Där bodde han till sin död tio år senare. ”Bouppteckningen ger bilden av en äldre herre som på det hela taget dragit sig tillbaka från affärerna, och höll ett gott bord, åtminstone till fest och för representation, men nog kunde ha ett visst intresse av de tillskott av medel som de sista årens förmedling av stora utlandslån bör ha gett.”

### Eftermäle
Vid sin död 1877 hade Carl von Heinemann i stort sett lämnat affärslivet. Han dog under en resa till släktingarna i Tyskland. Tidningarna runt om i Sverige noterade dödsfallet, men några längre texter skrevs inte. Ett undantag var tidningen Fäderneslandet. I en text under rubriken Bref till syster Ulla finns en passus som skildrar Heinemanns liv på ett sätt som inte förekommer i andra källor. Skribenten är anonym och källvärdet svårt att bedöma. Texten visar i alla fall en bild av Heinemanns liv och karriär som fanns i samtiden.
| ”                                  | Genom tidningarne har du sett, att den bekante tyske generalkonsuln i Stockholm, Carl von Heinemann, aflidit. Men du känner måhända icke närmare hans lefnadshistoria. Jag kan förtälja dig en del af densamma. Hans föräldrar voro obemedlade; men sonen, begåfvad med ovanligt födgeni, bröt sig dock sin bana. Medan han ännu var en yngling, lemnade han i all tysthet, med en kramlåda på ryggen, det torftiga föräldrahemmet. Hans håg stod efter – guld och äfventyr. Så kom han till Sverige; här blef han bofast, och här gjorde han sig lycka, sedan han såsom vandrande småkrämare ströfvadt landet omkring. Af någon anledning – så förmäler ryktet – lyckades han att blifva bemärkt på allerhögsta ort; han erhöll audiens hos dåvarande konung Carl Johan eller Oscar I, som sedermera försträckte honom förlagsmedel till den större affär, han derpå öppnade. Så förgingo åtskilliga år och den forne krämarpojken vardt millionär, generalkonsul, riddare och adelsman. Han upphöjdes till adligt stånd af dåvarande preussiske kungen och innehade vid sin död icke mindre än åtta ordensstjernor. – Det skall vara en energisk tysk eller ock en seg smålänning, som skall göra det efter. | „ |
| – Fäderneslandet 22 september 1877 | |   |

Sven Fritz konstaterar i sin artikel från 1995 om Carl von Heinemann att judar i mitten av 1800-talet gjorde ”en betydande insats inom det outvecklade svenska näringslivet. Som huvudförutsättning härför har angetts deras expertis inom i Sverige ganska litet kända verksamhetsområden, deras inbördes släktskap och sammanhållning och deras vidsträckta och nära
relationer till utländska släktingar och trosfränder på nyckelpositioner i affärslivet. Carl Heinemann var i hög grad en företrädare för denna grupp av judar i Sverige, men hans insatser inom ekonomin liksom hans agerande som officiell tysk representant här i landet har bara behandlats sporadiskt i litteraturen.”

## Familj
Carl Heinemann var son till handlanden Salomon Heinemann (1779–1862) och Täubchen Calmann. Fadern flyttade som änkling till sonen i Sverige och dog i Stockholm, men hans tre andra barn förblev i Tyskland.
Carl Heinemann var ogift. 
Han hade en dotter Fredrika Carolina Heinemann (1853–1935), gift 1881 med kaptenen och sedermera majoren vid Kungliga andra livgardet Carl Johan Dævel (1837–1905). Barnets mor var Fredrika Albertina Lindell, född Dahlström (1819–1904), änka efter en bagargesäll. Modern är tidvis svårfångad i källorna. Vad som hände henne åren 1853–1858, under dotterns första fem år, är höljt i dunkel. ”Även i fortsättningen är det svårt att följa henne på vägen mot ett socialt avancemang som för tanken till My fair lady och åt Heinemann skänker drag av en svensk Pygmalion långt före G B Shaws”, skriver Sven Fritz.

### Huvudsaklig källa
- Fritz, Sven (1995). ”Carl von Heinemann. En under emancipationstiden invandrad jude”. Personhistorisk tidskrift (Personhistoriska samfundet) (1995:2):  sid. 88 f. https://personhistoriskasamfundet.org/1971-1998/.